# هيكتور فيلاسكيز
هيكتور فيلاسكيز (بالإسبانية: Héctor Velásquez)‏ (9 فبراير 1952 – 18 أغسطس 2010) هو ملاكم تشيلي راحل، مثّل بلاده في الألعاب الأولمبية الصيفية 1972.

## روابط خارجية
هيكتور فيلاسكيز على موقع بوكس ريك (الإنجليزية) (registration required)
- هيكتور فيلاسكيز على موقع أوليمبيديا (الإنجليزية)